# Llamas (Aller)
Llamas (Ḷḷamas en asturiano y oficialmente) es un lugar y una parroquia del concejo asturiano de Aller, en España.
El gentilicio del habitante de Llamas es «chimazón» o «chimazona».[cita requerida]

## Extensión y población
Llamas estaba en el Camino de Santiago, que comenzando en el puerto de Vegarada continuaba por la Brañuela, el río Aller, Llananzanes, Casomera, Llamas y Collanzo.
En sus 7 km² habitan un total de 86 personas (2011), todas ellas en el mismo pueblo. Éste se halla a una altitud de 595 metros y dista algo menos de 10 kilómetros de la capital del concejo, Cabañaquinta. Tiene 68 edificaciones y 12 hórreos y paneras, algunas de las cuales se conservan en buen estado.
Llamas está formado por los barrios de Carpienzo y Sorribas.

### Población
- 2000: 98 personas (56 varones y 42 mujeres).
- 2001: 94 personas (53 varones y 41 mujeres).
- 2002: 92 personas (51 varones y 41 mujeres).
- 2003: 96 personas (53 varones y 43 mujeres).
- 2004: 92 personas (52 varones y 40 mujeres).
- 2005: 107 personas (62 varones y 45 mujeres).
- 2006: 104 personas (60 varones y 44 mujeres).
- 2011: 86 personas (49 varones y 37 mujeres).

(INE 2011 (enlace roto disponible en Internet Archive; véase el historial, la primera versión y la última).)

### Toponimia
El término Ḷḷamas parece derivar del asturiano ḷḷamarga, que es un lugar de abundantes aguas y pastizales.

## Monumentos
Es interesante un calvario de tradición románica y carácter muy popular, ubicado en el lado norte de la nave; las figuras son de distinto tamaño y la talla es muy sumaria y ligeramente policromada.

### Casa solariega
En la fachada de una casona solariega puede verse el escudo con las armas de los Solís y los Bernaldo de Quirós, cercana a la iglesia respectivamente, que se dice que procede de un albergue de peregrinos, ya desaparecido.

### Iglesia de San Juan el Real
A 2 km de Collanzo, en dirección a Casomera, se encuentra esta iglesia (que el 14 de mayo de 1963 se declaró Monumento Histórico Artístico).
Presenta el románico —su estilo primitivo— como el más relevante. El templo fue citado en el testamento del rey asturiano Ordoño I, en el año 857, y junto con San Vicente de Serrapio son los más antiguos del concejo. Se conservan toscas impostas con piñas y temas vegetales con figuras humanas.

## En la actualidad
Actualmente, los habitantes de Llamas se dedican fundamentalmente al ganado vacuno, agricultura y al turismo rural. La minería fue desapareciendo con los años. Demográficamente el pueblo está reduciendos el número de habitantes. Alrededor de los años setenta se cerró la escuela del pueblo. Después de una intensa reivindicación por parte de la Asociación de Vecinos "San Juan El Real", el Ayuntamiento de Aller la acabó rehabilitando.

## Fiestas
La fiesta se celebra todos los años el día de Pascua de Resurrección con una procesión y misa.

## Curiosidades
- La gente de Llamas dicen que su pueblo se denomina así porque un albergue se quemó y los lugareños decían: «El albergue está en llamas».
- En los años de la posguerra se encontraron monedas romanas en un huerto del barrio de Cimalavilla.
- En un cantar del pueblo vecino de Conforcos se hace referencia al pueblo de Chamas y a los chimazones: «Los de Conforcos, mostayeros, los de Llamas, chimazones».
- En julio de 2011, se divisaron osos pardo, en peligro de extinción, en los alrededores de la villa,

## Comunicaciones
En coche, se puede llegar a Llamas por la AS-253 (que va desde Cabañaquinta hasta el Puerto San Isidro).
Al llegar a Collanzo hay que desviarse en dirección a Casomera. A 3 km está Llamas.
La estación de ferrocarril más próxima es la de FEVE en Collanzo.

## Localidades limítrofes
- Casomera
- Conforcos
- Cuérigo
- El Pino (Aller)
- Santibáñez de la Fuente
- Llanos (Asturias)